# 臭化ニッケル(II)
臭化ニッケル(II)（しゅうかニッケル、英: nickel(II) bromide）はニッケルの臭化物で、化学式NiBr2で表される無機化合物。黄色ないし褐色の菱面体晶で、匂いはない。

## 性質
加熱したニッケルに臭素を反応させて生成する。吸湿性があり、水とエタノールに可溶。加水により、三水和物NiBr2・3H2Oとなる。有機ニッケル化合物の製造などに使用される。